# Momotus lessonii
Momotus lessonii — вид сиворакшоподібних птахів родини момотових (Momotidae).

## Етимологія
Автор описання виду Рене Прімевер Лессон назвав вид на честь свого брата, теж натураліста П'єра-Адольфа Лессона.

## Поширення
Вид поширений в країнах Центральної Америки та на півдні Мексики.

## Спосіб життя
Живе під пологом дощового лісу, трапляється також у сухих та вторинних лісах, плантаціях та садах. Живиться комахами, дрібними хребетними, рідше плодами. Гнізда облаштовує у норах. У гнізді 3-4 білих яйця.